# Schubladenauszug

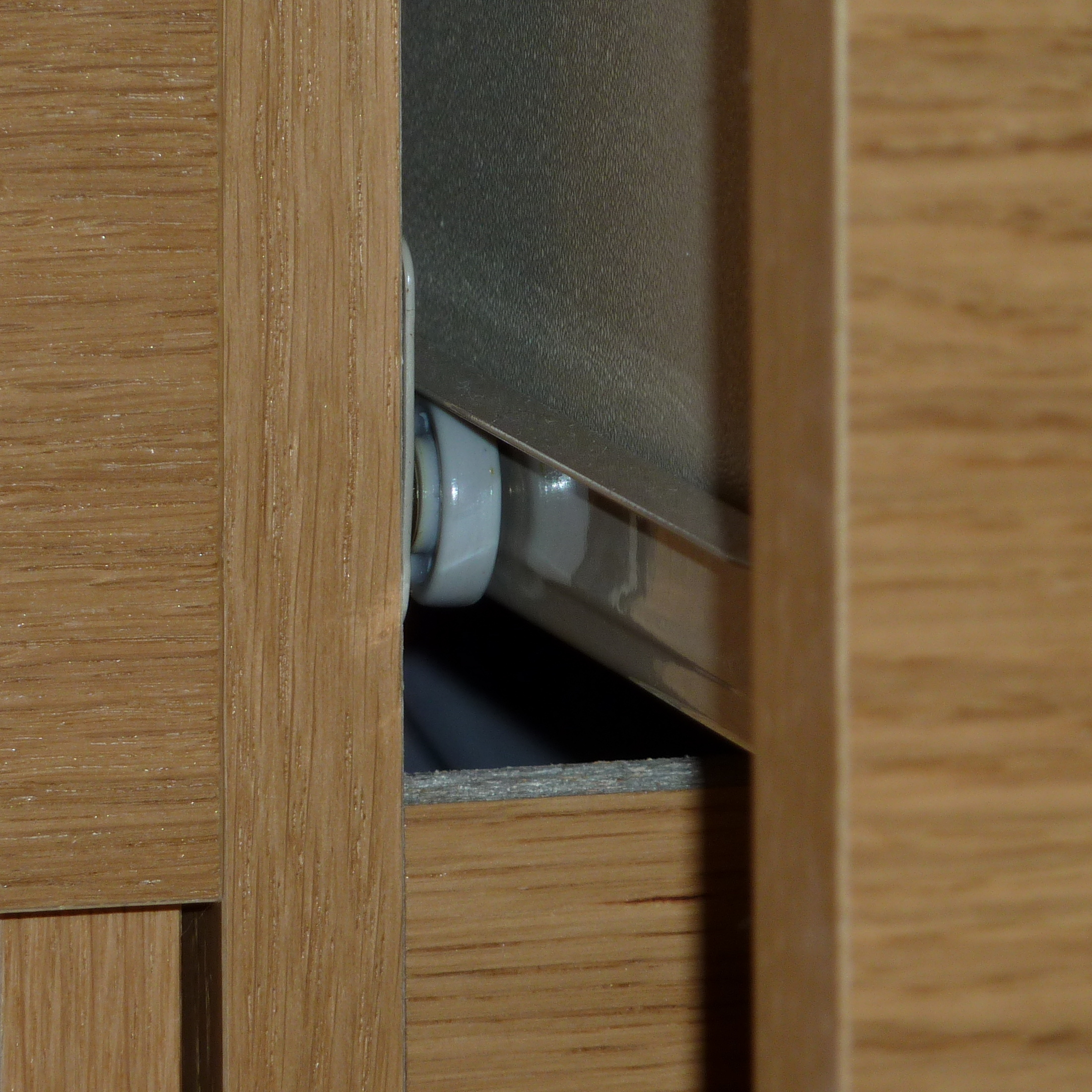
Teleskopschienenführung an einer Möbelschublade

Die Schubladenauszüge sind Auszugsschienen, die ein leichtgängiges Öffnen und Schließen von Schubladen ermöglichen. Sie werden auch für andere Arten von Auszügen verwendet, etwa Tischplatten von ausziehbaren Tischen bzw. Schiebetischen. 
Schubladenauszüge sind Führungsschienen in der Art einer Linearführung, Geradführung bzw. Schienenführung.
Bevor Auszugsschienen verwendet wurden, liefen Schubladen oft auf Hartholzleisten, die durch Einreiben mit Schmierseife, Vaseline oder einer Speckschwarte geschmiert wurden.

## Ausführungen
Schubladenauszüge enthalten
- Kunststoffrollen bzw. Kunststoffwalzen
- eine Kugelführung oder
- Kugellager,

um leichtgängig zu laufen.
Bei Kunststoffrollen und -walzen ist die Qualität des Materials entscheidend für die Lebensdauer.

## Auszugsart
- Einfachauszug ist der übliche Auszug, bei dem sich die Schublade bis auf rund 15 bis 20 Zentimeter der ganzen Tiefe, den Auszugsverlust, ausziehen lässt
- Vollauszug ist in der Regel ein 3-teiliges System, bei dem sich die Schublade ganz aus dem Korpus ausziehen lässt. Es besteht dabei kein Auszugsverlust.
- Differentialauszug gewährt in der Regel einen geringen Auszugsverlust, je nach Hersteller sind diese auch mit Überauszug erhältlich. Der Auszugsweg ist damit größer als die Schubladentiefe. Diese Auszugsart wird vor allem im Büro- und Kühlmöbelbereich eingesetzt.

Für speziellere Zwecke werden Querverbindungen eingesetzt, zum Beispiel Korpus-Auszug, TV-Auszug mit Drehteller.

## Montagearten
- Aufliegende Montage
- Unterflur Montage (= minimaler seitlicher Platzbedarf)
- Seitliche Montage (= minimaler Platzbedarf in der Höhe)
- in Schubladenzargen integrierte Schubladenauszüge sind in der Regel als Unterflur-Montage ausgelegt

## Hersteller
- Fulterer GmbH + Fulterer AG (ehemalig Merz-Roller, wurde durch Fulterer übernommen)
- Blum
- Grass
- Schock Metall
- Peka
- Hettich
- Schneider (Häfele)
- Thomas Regout International
- Accuride